# Wyspa Świętego Wawrzyńca
Wyspa Świętego Wawrzyńca (ang. St. Lawrence Island) – wyspa na Morzu Beringa leżąca na południe od Cieśniny Beringa. Jest częścią stanu Alaska, chociaż bliżej z niej do Rosji.
Na wyspie znajduje się miejscowość Gambell.
Wyspa ma około 145 km długości i 13–36 km szerokości, zajmując obszar 4610 km². Na wyspie nie ma drzew, a krzaczaste wierzby polarne nie przekraczają 30 cm wysokości. 10 sierpnia 1728 roku, według kalendarza juliańskiego, wyspę odwiedził duński podróżnik i odkrywca Vitus Bering i nadał jej nazwę patrona dnia, w którym przybył.
W przeszłości wyspa była wielokrotnie zasiedlana i opuszczana. W połowie XIX wieku zamieszkiwana w kilku wioskach przez około cztery tysiące rdzennych mieszkańców obszarów arktycznych. Mówili oni środkowosyberyjskim dialektem języka yupik, również kulturowo byli znacznie bliżsi Eskimosom syberyjskim, niż alaskańskim: podzieleni byli na patrylinearne klany, wioski pozbawione były domów mężczyzn, tzw. kashim, wojownicy w czasie walk nosili też zbroje paskowe z utwardzonej skóry i dwuskrzydłowe tarcze noszone na barkach, typowe dla Eskimosów syberyjskich i Czukczów, natomiast niespotykane na Alasce. W 2010 roku wyspę zamieszkiwały 1352 osoby, utrzymujące się z łowiectwa, rybołówstwa i hodowli reniferów sprowadzonych na wyspę na początku XX wieku.
W październiku 2022 roku na wyspę dotarło dwóch Rosjan, uciekających przed wojskową mobilizacją na wojnę na Ukrainie. 
Na wschód od wyspy znajduje się archipelag Wysp Punuk.

## Inne znaczenia
„Wyspa św. Wawrzyńca” (łac. insula Sancti Laurentii) to także dawna nazwa Madagaskaru.